# Mo i Rana
 (juillet 2020).
Si vous disposez d'ouvrages ou d'articles de référence ou si vous connaissez des sites web de qualité traitant du thème abordé ici, merci de compléter l'article en donnant les références utiles à sa vérifiabilité et en les liant à la section « Notes et références ».
Pour les articles homonymes, voir Mo.
Mo i Rana est une ville de Norvège, située juste en deçà du cercle arctique, dans la kommune de Rana (4 464 km2) et le comté de Nordland. Elle compte 18 899 habitants (au 4 janvier 2019).
Elle accueille la moitié des institutions administratives de la bibliothèque nationale de Norvège.

## Géographie

### Situation
La ville est située au fond du Ranfjord, à égale distance de la côte et de la frontière suédoise. Elle se trouve à proximité immédiate du glacier de Svartisen, le deuxième de Norvège par la taille. C’est à Mo i Rana que la rivière Ranelva se jette dans le Ranfjord.

### Climat
La température moyenne est de -6 °C en janvier et 13 °C en juillet. Les précipitations moyennes sont de 1 400 mm par an.
| Mois                                  | jan.       | fév.       | mars       | avril     | mai       | juin      | jui.     | août    | sep.      | oct.     | nov.       | déc.       | année              |
| ------------------------------------- | ---------- | ---------- | ---------- | --------- | --------- | --------- | -------- | ------- | --------- | -------- | ---------- | ---------- | ------------------ |
| Température minimale moyenne (°C)     | −8,3       | −8,8       | −6,5       | −2,7      | 2         | 7,6       | 11,1     | 9,1     | 5,7       | 0,6      | −3,3       | −6,5       | 0                  |
| Température moyenne (°C)              | −5,5       | −5,6       | −2,8       | 1,1       | 6,9       | 10,8      | 14,2     | 13      | 9,1       | 3,2      | −1         | −4         | 3,2                |
| Température maximale moyenne (°C)     | −2,6       | −2,5       | 0,9        | 4,7       | 9,8       | 14,9      | 18,1     | 16,9    | 12,9      | 5,8      | 0,9        | −1,4       | 6,5                |
| Record de froid (°C) date du record   | −33,9 2010 | −32,8 1985 | −30,6 2005 | −17 1986  | −6,8 2017 | −2,2 2017 | 1,5 2020 | −1 1987 | −6 1988   | −15 1992 | −25,6 1988 | −33,9 1985 | −33,9 1985 et 2010 |
| Record de chaleur (°C) date du record | 9 1999     | 7 1990     | 11,7 2016  | 18,3 2019 | 27,6 2013 | 30 2002   | 33 2019  | 30 2007 | 24,6 2013 | 17 2000  | 12 2020    | 8 1994     | 33 2019            |
| Précipitations (mm)                   | 146        | 117        | 112        | 74        | 64        | 70        | 97       | 110     | 155       | 186      | 136        | 163        | 1 430              |

## Histoire
Mo i Rana a longtemps été une interface — notamment un marché d’échange — entre populations de pêcheurs et de forestiers.
La ville se développe sur l’initiative de Hans Meyer qui, en 1860, acquiert d’immenses terres et les privilèges communaux. Il encourage le commerce avec les villes proches de Suède et de Norvège. Surtout se développe à partir du début du XXe siècle l’exploitation des mines de la région : d’abord le fer puis le plomb, l’aluminium, le zinc… Les fonderies et aciéries qui s’y sont installées en conséquence en ont fait un des plus importants centres industriels de Norvège : récemment encore les usines consommaient plus d’énergie que la commune d’Oslo tout entière. La population passe de 3 000 à 20 000 habitants entre 1946 et 1988, bientôt accompagnée par des services publics, de nouvelles industries, des commerces et des institutions.
Depuis le déclin de ces industries lourdes, la ville s’est largement tournée vers les services et le tourisme.

## Mo i Rana aujourd’hui
La région contient de nombreuses grottes. La Grønligrotta est sans doute la plus connue pour ses beautés naturelles. Une autre d’entre elles sert de lieu de stockage pour la Bibliothèque nationale de Norvège (Nasjonalbiblioteket), qui s’est installée sur le site de Mo i Rana en 1989.
La ville vit surtout du tourisme, grâce à la beauté des paysages alentour et à sa situation exceptionnelle. Cependant, malgré des activités culturelles (Rana Museum, Nordland Teater…), la rudesse du climat fait que la ville connaît des difficultés : elle est notamment réputée pour être la première de Norvège pour la consommation de drogue.

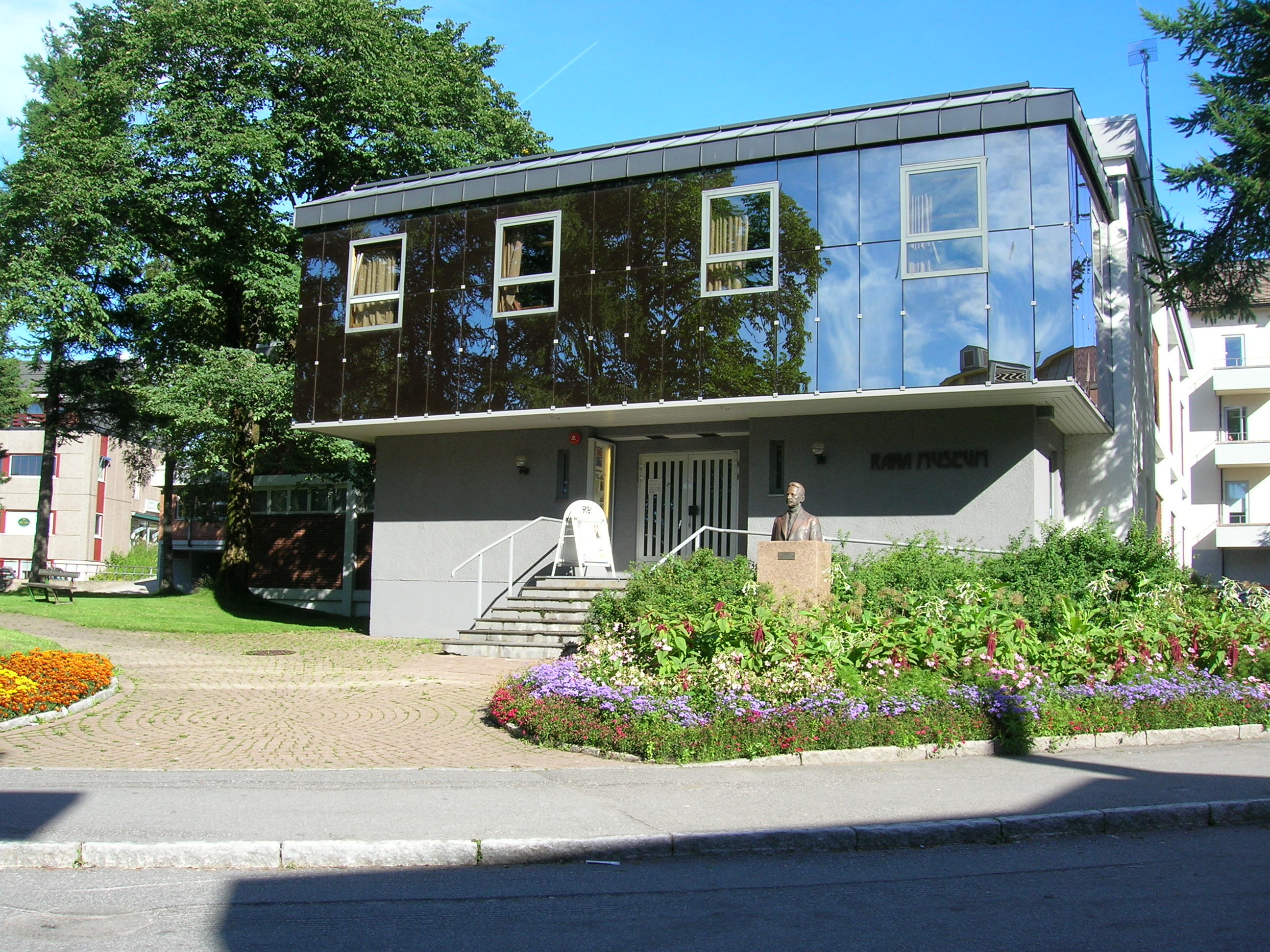
Musée de Mo i Rana.

## Personnalités
- Knut Olav Åmås (né en 1968), écrivain et homme politique

## Jumelages
La kommune de Mo i Rana est jumelée avec :
- Skellefteå (Suède)
- Raahe (Finlande)
- Løgstør (Danemark)
- Petrozavodsk (Russie)

Elle entretient également des liens d'amitié avec :
- Sisak (Croatie)
- Fairbanks (États-Unis)